# Complexe commémoratif d'Apriltsi
 (avril 2024).
Le complexe commémoratif d'Apriltsi (en bulgare : Мемориален комплекс Априлци) est un monument situé dans la ville bulgare de Panagyurichté. Il est construit en 1976 pour commémorer le 100e anniversaire de l'insurrection d'avril 1876. Il est construit sur la colline historique de Manyovo Bardo, qui était l'une des principales positions des révolutionnaires bulgares contre les forces ottomanes. Le complexe est conçu par les architectes Ivan Nikolov et Bogdan Tomalevski et les sculpteurs Sekul Krumov, Velichko Minekov et Dimitar Daskalov, dans le style brutaliste, typique de l'ère communiste.